# 俄羅斯入侵烏克蘭期間的通俄活動
在俄罗斯全面入侵乌克兰期间，乌克兰的某些公民和官员与俄羅斯政府或军方之间存在一些军事和政治合作。這些活動在當地通稱為“通敵”，中文圈一般稱“通俄”。個體則被稱爲“親俄合作者”（在中文圈俗稱“烏奸”），在烏克蘭法律中可以被定義為叛國。

## 法律规定
俄罗斯于2022年2月24日全面入侵乌克兰后，乌克兰最高拉达通过了两项关于反通俄的法律，随后由乌克兰总统弗拉基米尔·泽连斯基签署： 
- 第5143号法案对乌克兰刑法第111-1条的“叛国罪”进行了补充。根据修正案，对在俄罗斯占领的领土上组织选举或試圖獲得權力的行爲需要負上刑責。
- 第5144号法律草案修正了乌克兰刑事法和刑事诉讼法。法律條文增加了與“通俄”相關的内容，对公开否认俄罗斯对乌克兰的武装侵略、支持俄罗斯的行动、宣传和转移物质资源的行为进行惩罚。

自2014年俄乌战争爆发以来，烏克蘭政府就一直在讨论有关反通俄的法律，但乌克兰当局担心太多在被占领土上的平民可能会受到影响。为了起诉通敵者，當局制定了关于叛国罪、资助恐怖主义、阻挠乌克兰武装部队的合法活动等的標準。新法律使得可以对与占领者合作的個體或機構進行法律制裁，例如，对国家安全的损害（如叛国罪）。 
1. 公开否认俄羅斯武裝侵略烏克蘭、占领其领土或否认烏克蘭国家主权（包括其被占领土）。
2. 支持侵略国的行动，并呼吁其他人与其武装部队或占领当局合作。
3. 自愿在占领当局或另外部門担任职务，参加被占领土的非法选举或公民投票（最高可被判10年监禁）
4. 在教育机构宣传侵略国利益，推动或实施侵略国形式的教育（最高可被判3年监禁）
5. 将物质资源转移给俄罗斯军队或其他部門（最高可被判5年监禁）
6. 组织和进行政治活动以支持占领或参与其中（最高可被判20年监禁）
7. 自愿担任占领当局组建的执法或司法机构的职务，参加非法武装或准军事组织或协助他们参加针对乌克兰的作战行动（最高可被判15年监禁）
8. 在非法政府机构担任官员，造成人员死亡或其他严重后果（最高可被判无期徒刑）。